# Clusia macropoda
Clusia macropoda är en tvåhjärtbladig växtart som beskrevs av Johann Friedrich Klotzsch och Adolf Engler. Clusia macropoda ingår i släktet Clusia och familjen Clusiaceae. Inga underarter finns listade i Catalogue of Life.